# Френк Бин
Франк Д. Бин(рођен 20. маја 1942) је професор оциологије и директор Центра за истразивања о имиграцији, Популације и јавне политике на Универзитету Калифорније у Ервајну. Бин је дошао у Ервајн 1999. године, након рада на Универзитету Тексаса и на Унивезитета Индијане. Он има докторат из социологије који је стекао на Универзитету Дјук.

## Успеси
Аутор и уредник више од 150 научних чланака и поглавља и 18 књига, Бинова истраžивања се фокусирају на меđународне миграције, неовлашћене миграције, САД имиграционе политике и демографију Америчке Хиспано популације. Члан савета за иностране односе, он је био Гугенхајм сарадник и одрзао је бројне посете академским позицијама (у Руссел Саге Фондацији, Трансатланским академијама, Америчким академијама у Берлину и тд...). Он је био ментор десетинама студената, који имају (или су имали)позиције на местима као што су Универзитет Џорџтаун , Калифорнијски универзитет у Лос Анђелесу, Универзитет Илиноиса, Универзитет Пенсилваније, Вашунгтону и тд... Био је чести прималац фондација и федералних грантова, Бин је био главни истазивач на НИЦХД науци понашања одобрења у популацији у свакој деценији након почетка програма у 1969. У 2011.години, добио је истакнуту доживотну Научну награду у медјународној миграцији на годишњем састанку Америчких Социолошких Удрузења.

## Интелектуални доприноси
Бинов интелектуални допринос је у распону пет области. Прва је расна-етничка плодност.American Library Association jе доделила Choice награду за академску разлику његовој књизи Mexican American Fertility Patterns. Ова студија показује да зене мексичког порекла имају вишу стопу наталитета због културног опредељења, као и да се њихова плодност мења са постизањем вишег нивоа образовања. Друга област по којој је Бин познат је Латинска демографија, као што је приказано у његовој књизи из 1987,The Hispanic Population of the United States(са Марта Тиенда)који је наручен од стране National Committee for Research за попис у 1980 и Russell Sage Foundation. Сматран као канонски третман његовог предмета, рад даје свеобухватно приказивање Латинског порекла и приказује, измедју осталог, кључни значај узимајући у обзир Латинску националну припадност и групе по рођењу одвојено у политичко-релативном истразивању.
Трећа област истразивања су неовлашћене Мексичке миграције. Он је резирао велики истразивачки програм на The Urban Institute and Rand Corporation о имплементацији и ефективности Immigration Reform and Control Act(IRCA)из 1986, законодавство које је иницирала послодаваца казне за запошљавање неовлашћених радника и дозвољеној легализацији недозвољених имиграната у земљи.Његово истразивање је укључило развој процене о томе како ИРЦА утиче на неовлашћене миграције и који фактори су утицали на токове из Мексика. Средином 1990-их година, водио је групу америчких и мексичких научника зелећи да побољша процене о неовлашћеним миграцијама за Мексико-Америку Двонацијална Студија миграције, под мандатом САД Комисије за реформу имиграција. Истразивање је обезбедило оно што је New York Times називао у насловној страни причепрву ауторитативну процену нето годишњи проток илегалних Мексичких радника у САД. Четврти допринос долази од његовог проучавања имигратске уградње.Његова књига Americas Newcomers и Динамика различитости (са Гилан Стивенсом)је увео идеју да претезно низе квалификоване радне групе миграната, као Мексиканска искуства кашњења у (али не блокаде)оснивању, наручито када су њихови чланови стигли као неовлашћени учесници. Показује да многи процеси за оснивање таквих група суштински се не појављују све до треће генерације, студија је освојила 2003 Otis Dudley Ducan награду за најбољу књигу из области социјалне демографије.Његов пети велики допринос произилази из његовог испитавања имиграције и расе-ентицитета у САД.

## Књиге
- Paradoks raznolikosti: Migracija i Color Line u 21. veku u Americi (koautor: Jenifer Lee), New York, Russel Sage, 2010
- Američke novajlije i dinamika raznolikosti (koautor: Gillan Stevensom), 2003
- Imigracija i prilika:rasa,etnička pripadnost i zapošljavanje u SAD (koautor: Stephanie Bell-Rose), 1999